# Dragonette
Dragonette is een Canadese band, actief sinds 2005. De band bestaat uit singer/songwriter Martina Sorbara, bassist en producer Dan Kurtz en drummer Joel Stouffer.

## Discografie

### Albums
| Album met eventuele hitnotering(en) in de Nederlandse Album Top 100 | Datum van verschijnen | Datum van binnenkomst | Hoogste positie | Aantal weken | Opmerkingen |
| ------------------------------------------------------------------- | --------------------- | --------------------- | --------------- | ------------ | ----------- |
| Galore                                                              | 25-09-2007            | -                     |                 |              |             |
| Fixin to thrill                                                     | 29-09-2009            | -                     |                 |              |             |

### Singles
| Single met eventuele hitnotering(en) in de Nederlandse Top 40 | Datum van verschijnen | Datum van binnenkomst | Hoogste positie | Aantal weken | Opmerkingen                                                    |
| ------------------------------------------------------------- | --------------------- | --------------------- | --------------- | ------------ | -------------------------------------------------------------- |
| Animale                                                       | 2010                  | -                     |                 |              | met Don Diablo / Nr. 33 in de Single Top 100                   |
| Hello                                                         | 27-09-2010            | 18-12-2010            | 1(4wk)          | 21           | met Martin Solveig / Nr. 1 in de Single Top 100                |
| Big in Japan                                                  | 17-10-2011            | 26-11-2011            | tip5            | -            | met Martin Solveig & Idoling!!!                                |
| Outlines                                                      | 2014                  | 20-09-2014            | 20              | 16           | met Mike Mago / Nr. 43 in de Single Top 100                    |
| Summer thing                                                  | 2021                  | 03-07-2021            | tip25*          |              | met Sunnery James & Ryan Marciano, Cat Dealers & Bruno Martini |

| Single met hitnotering(en) in de Vlaamse Ultratop 50 | Datum van verschijnen | Datum van binnenkomst | Hoogste positie | Aantal weken | Opmerkingen                     |
| ---------------------------------------------------- | --------------------- | --------------------- | --------------- | ------------ | ------------------------------- |
| Animale                                              | 2010                  | 13-11-2010            | tip2            | -            | met Don Diablo                  |
| Hello                                                | 2010                  | 13-11-2010            | 1(3wk)          | 25           | met Martin Solveig / Goud       |
| Big in Japan                                         | 2011                  | 05-11-2011            | tip37           | -            | met Martin Solveig & Idoling!!! |